# 286e division de sécurité
La 286e division de sécurité (en allemand : 286. Sicherungs-Division), était une unité des Sicherungstruppen (troupes de sécurité en français) de la Heer au sein de la Wehrmacht.

## Historique
La 286. Sicherungs-Division est formée le 15 mars 1941 à partir d'éléments de la 213. Infanterie-Division dans la Wehrkreis VIII.
Elle sert principalement derrière les lignes de front du Front de l'Est jusqu'à l'été 1944, mais défend sa position contre l'offensive d'été soviétique de 1944, où elle subit de très lourdes pertes.
Elle est utilisée pour former la 286. Infanterie-Division en décembre 1944.

## Organisation

### Commandants
| Date                             | Grade           | Commandant                |
| -------------------------------- | --------------- | ------------------------- |
| 15 mars 1941 - 15 juin 1942      | Generalleutnant | Kurt Müller               |
| 15 juin 1942 - 1er novembre 1943 | Generalleutnant | Johann-Georg Richert      |
| 1er novembre 1943 - 5 août 1944  | Generalleutnant | Hans Oschmann             |
| 5 août 1944 - 17 décembre 1944   | Generalleutnant | Friedrich-Georg Eberhardt |

### Officiers d'opérations (Ia)
| Date                  | Grade     | Commandant    |
| --------------------- | --------- | ------------- |
| ? 1941 - Octobre 1941 | Hauptmann | Walter Schelm |
| Octobre 1941 - ? 1943 | Major     | Leo Jungmann  |

## Théâtres d'opérations
- Allemagne : Mars 1941 - Juin 1941
- Front de l'Est secteur Centre : Juin 1941 - Décembre 1944

## Ordre de bataille
Décembre 1941
- verstärktes Infanterie-Regiment 354
- II./Artillerie-Regiment 213
- Wach-Bataillon 704
- Divisions-Nachrichten-Abteilung 825
- Reiterhundertschaft 286
- Landesschützen-Regimentsstab 61
- Divisionseinheiten 354

Novembre 1942
- Sicherungs-Regiment 61
- Sicherungs-Regiment 122
- III./Polizei-Regiment 8

## Décorations
Des membres de cette division ont été récompensés à titre personnel pour leurs faits de guerre:
- Agrafe de la liste d'honneur : 1
- Croix allemande en Or : 1